# Indeed
Indeed — всесвітня система з пошуку зайнятості, що була запущена в листопаді 2004 року в Америці. Пошуковик є дочірньою компанією японської компанії Recruit Co. Ltd. та має штаб-квартиру в Остіні (Техас) та Стемфорді (Коннектикут), з додатковими офісами по всьому світу. Система також є прикладом вертикального пошуку. Наразі він доступний у понад 60 країнах на 28 мовах. У жовтні 2010 року Indeed.com обійшов Monster.com та став вебсайтом із найвищим трафіком у США.
Сайт об'єднує списки вакансій з тисяч вебсайтів, включно з джоб-бордами, фірми з пошуку кадрів, асоціації, сторінки компаній і т.д. Вони отримують дохід, продаючи преміальну послугу розміщення вакансій  і певні додаткові можливості з формування резюме для роботодавців та HR-компаній. У 2011 році Indeed дозволив користувачам, що в пошуках роботи, звертатися безпосередньо за вакансією, розміщеною на сайті. та почав пропонувати розміщення й зберігання резюме.

## Історія
Indeed був співзаснований Полом Форстером та Роні Каханом у 2004 році в Остіні, Техасі та Стемфорді, штат Коннектикут. У стемфордіських офісах компанії розміщуються команди з продажу, обслуговування клієнтів, команди з фінансів та кадрових ресурсів, тоді як персонал з розробки продуктів базується в Остіні.
У 2005 році, Indeed, запустили свою бета-версію того, що вони називають «мережевою рекламою роботи з оплатою за клік». Окрім пошуку вакансій, з часом це також дозволяє відстежувати появу слів у них, що служить показником тенденцій на ринку праці. Компанія взяла інвестиційний раунд у розмірі 5 мільйонів доларів для фінансування від Union Square Ventures, The New York Times та Allen &amp; Company.
1 жовтня 2012 року Indeed став незалежним операційним підрозділом компанії Recruit Co. Ltd., заснованої в Японії.
1 липня 2016 року компанія Recruit Holdings Co., Ltd. оголосила, що придбала активи конкурента Indeed — компанії Simply Hired, яка стала видавничим партнером Indeed.
30 травня 2019 року компанія Indeed оголосила, що підписала угоду про придбання Syft, провідної платформи набору персоналу в індустрії гостинності, подій та легкої промисловості у Великій Британії.
У березні 2022 року, в світлі повномаштобного вторгнення Росії до України, Indeed змінила свій логотип на жовто-синій на знак солідарності з українцями. В липні того ж року Indeed додала до свого логотипу жовто-блакитний сонях, символ перемоги України над російськими загарбниками..

## Зовнішні посилання
- Офіційний сайт